# Малофєєв Едуард Васильович
Едуа́рд Васи́льович Малофє́єв (рос. Эдуард Васильевич Малофеев, біл. Эдуард Васільевіч Малафееў нар. 2 червня 1942, Красноярськ) — радянський футболіст, відомий виступами на позиції нападника насамперед в складі мінського «Динамо» та національної збірної СРСР.
Також відомий тренерською роботою у низці команд, здебільшого білоруських та російських, очолював національні збірні СРСР (1984—1986) та Білорусі (2000—2003).

## Клубна кар'єра
Народився 1942 року в Красноярську, куди його родину було евакуйовано з підмосковної Коломни під час Другої світової війни. Після її завершення переїхав до Коломни, де й почав займатися футболом. 1960 року дебютував на дорослому рівні виступами за команду місцевого клубу «Авангард», в якій провів один сезон.
Своєю грою за цю команду привернув увагу представників тренерського штабу клубу «Спартак» (Москва), до складу якого приєднався 1961 року, ставши одним з ключових нападників команди дублерів «Спартака». Протягом наступних двох років відіграв за головну команду московських спартаківців лише 4 гри в чемпіонатах СРСР, другий з яких був для «Спартака» переможним.
1963 року молодий нападник відгукнувся на пропозицію тренера О. О. Севідова перейти до очолюваного ним мінського «Динамо», в якому Малофєєв відразу отримав перспективу постійних виступів за основну команду клубу. Більшість часу, проведеного у складі мінського «Динамо», був основним гравцем атакувальної ланки команди. У складі мінського «Динамо» був одним з головних бомбардирів команди, маючи середню результативність на рівні 0,41 гола за гру першості. В сезоні 1971 року, забивши 16 голів, став найкращим голеодором радянської футбольної першості. Забивним форвардом цікавилися представники провідних команд СРСР, проте Малофєєв залишився вірним «Динамо» (Мінськ), яке до фаворитів радянського футболу не відносилося, і врешті-решт завершив професійну кар'єру футболіста виступами саме за мінську команду в 1972 році. Рішення 30-річного лідера білоруської команди було викликане проблемами зі здоров'ям — ускладненнями після травми меніска.

## Виступи за збірну
1963 року дебютував в офіційних матчах у складі національної збірної СРСР. Протягом кар'єри у національній команді, яка тривала 6 років, провів у формі головної команди країни 40 матчів, забивши 6 голів.
У складі збірної був учасником чемпіонату світу 1966 року в Англії, чемпіонату Європи 1964 року в Іспанії, де разом з радянською командою здобув «срібло», а також чемпіонату Європи 1968 року, що проходив в Італії.

## Кар'єра тренера
Завершивши виступи на футбольному полі кумир мінських уболівальників відразу отримав роботу в клубній структурі мінського «Динамо», ставши старшим тренером футбольної школи клубу. За два роки, у 1974 увійшов як тренер до тренерського штабу головної команди «Динамо» (Мінськ).
Перший досвід самостійної тренерської роботи отримав 1976 року, очоливши тренерський штаб клубу «Динамо» (Берестя). Тренуючи цю провінційну команду, молодий тренер швидко здобув авторитет на республіканському рівні й вже 1978 року був запрошений «спасати» головну команду Білорусі, рідне для нього мінське «Динамо», яке не дуже успішно змагалося у другій за силою радянській лізі. Вже за перші пів року роботи у Мінську Малофєєв зумів виконати завдання виходу до вищої ліги чемпіонату СРСР. Після цього тренеру знадобилося лише три роки аби досягти неочікуваного від мінської команди успіху — першої й останньої в історії клубу перемоги в чемпіонаті СРСР в сезоні 1982 року.
Рівень гри, який демонструвало мінське «Динамо», та перемога в чемпіонаті СРСР вивели Малофєєва до еліти радянського тренерського цеху і вже 1983 року його було призначено очільником тренерського штабу олімпійської збірної СРСР. Під орудою Малофєєва збірна здобула право на участь в Олімпійських іграх 1984 року в Лос-Анджелесі, яким не скористалася через бойкотування цієї Олімпіади Радянським Союзом із політичних причин.
Натомість 1984 року Малофєєва запросили очолити головну збірну СРСР, від керівництва якої саме було відсторонено Валерія Лобановського, який не зміг вирішити завдання виходу до фінальної частини чемпіонату Європи 1984 року. З радянською збірною Малофєєв пропрацював до 1986 року, вивівши її до фінальної частини чемпіонатом світу 1986 у Мексиці. Незадовго до початку мундіалю до керма збірної повернули досвідченішого Лобановського, головного тренера базового клубу збірної, київського «Динамо».
Залишивши збірну, Малофєєв повернувся до клубної роботи, очоливши команду московського «Динамо», яке під його керівництвом перебувало серед лідерів радянської футбольної першості. 1988 року повернувся до Мінська, де ще три роки пропрацював з місцевим «Динамо».
Після розпаду СРСР працював в Росії, де протягом 1990-х працював з командами клубів «Асмарал» (Кисловодськ), «Динамо-Газовик», «Анжі» та «Псков». Частину 1995 року провів у Мінську, тренуючи місцеву «Смену».
Чергове повернення Малофєєва на білоруську землю відбулося 2000 року, в якому він погодився очолити національну збірну Білорусі, з якою працював до 2003.
Надалі був футбольним функціонером, а також працював головним тренером в Росії (з воронезьким «Факелом» та санкт-петербурзьким «Динамо», в Білорусі (з МТЗ-РІПО) та Литві (з ФБК «Каунас» та «Шилутє»). Частину 2006 року провів у Шотландії, де працював спортивним директором единбурзького «Хартс». Восени того ж року деякий час виконував обов'язки головного тренера шотландської команди, яка під його орудою провела вісім матчів, не здобувши жодної перемоги.
Наразі останнім місцем тренерської роботи Малофєєва був клуб «Псков», команду якого Едуард Малофєєв очолював як головний тренер до 2011 року.

## Титули і досягнення

### Як гравця
- Чемпіон СРСР (1):

«Спартак» (Москва): 1962
- Віцечемпіон Європи: 1964

### Як тренера
- Чемпіон СРСР (1):

«Динамо» (Мінськ): 1982

### Особисті
- Найкращий бомбардир чемпіонату СРСР (1):

1971 (16 голів)